# Patricia Dench
Pour les articles homonymes, voir Dench.
Patricia Dench, née le 8 mars 1932, est une tireuse sportive australienne.

## Biographie
Aux Jeux olympiques d'été de 1984 à Los Angeles, Patricia Dench est médaillée de bronze de l'épreuve féminine de pistolet sportif à 25 mètres.